# Patryk Kogut
Patryk Kogut (ur. 19 października 1991 w Katowicach) – polski hokeista.

## Kariera klubowa
- SMS I Sosnowiec (2007-2010)
- Naprzód Janów (2009-2011)
- JKH GKS Jastrzębie (2011-2014)
- Orlik Opole (2012-2014)
- Naprzód Janów (2014)
- GKS Tychy (2015-2021)
- KH Energa Toruń (2021-2022)
- Zagłębie Sosnowiec (2022-)

Absolwent NLO SMS PZHL Sosnowiec z 2010. W 2014 został po raz drugi w karierze zawodnikiem Naprzodu Janów. W barwach tego klubu rozpoczął sezon Polska Hokej Liga (2014/2015). Od początku stycznia 2015 zawodnik tyskiego klubu GKS Tychy. Po sezonie 2020/2021 odszedł z klubu. W czerwcu 2021 został zaangażowany przez KH Energa Toruń. Od czerwca 2022 zawodnik Zagłębia Sosnowiec.

## Kariera reprezentacyjna
W barwach reprezentacji Polski do lat 18 występował na turniejach mistrzostw świata juniorów do lat 18 w 2008, 2009. Z reprezentacją Polski do lat 20 wystąpił na turniejach mistrzostw świata juniorów do lat 20 w 2010 (Dywizja I), 2011 (Dywizja II).

## Sukcesy
Reprezentacyjne
- Awans do MŚ do lat 20 Dywizji I: 2011

Klubowe
- Srebrny medal mistrzostw Polski: 2013 z JKH, 2016, 2017 z GKS Tychy
- Brązowy medal mistrzostw Polski: 2014 z JKH GKS Jastrzębie, 2021 z GKS Tychy
- Puchar Polski: 2012 z JKH, 2016, 2017 z GKS Tychy
- Złoty medal mistrzostw Polski: 2015, 2018, 2019, 2020[8] z GKS Tychy
- Superpuchar Polski: 2015, 2018, 2019 z GKS Tychy
- Trzecie miejsce w Superfinale Pucharu Kontynentalnego: 2016 z GKS Tychy
- Finał Superpucharu Polski: 2017 z GKS Tychy
- Finał Pucharu Polski: 2021 z KH Energa Toruń

Indywidualne
- Mistrzostwa Świata Juniorów w Hokeju na Lodzie 2011/II Dywizja#Grupa B:
  - Szóste miejsce w klasyfikacji strzelców turnieju: 7 goli[9]
  - Siódme miejsce w klasyfikacji asystentów turnieju: 7 asyst[10]
  - Szóste miejsce w klasyfikacji kanadyjskiej turnieju: 14 punktów[11]
  - Piąte miejsce w klasyfikacji +/- turnieju: +16[12]
  - Najlepszy zawodnik reprezentacji na turnieju[13]
- Polska Hokej Liga (2014/2015):
  - Trzecie miejsce w klasyfikacji strzelców w sezonie zasadniczym: 21 goli